# Habenaria hatschbachii
Habenaria hatschbachii är en orkidéart som beskrevs av Guido Frederico João Pabst. Habenaria hatschbachii ingår i släktet Habenaria och familjen orkidéer. Inga underarter finns listade i Catalogue of Life.